# Společnost národů

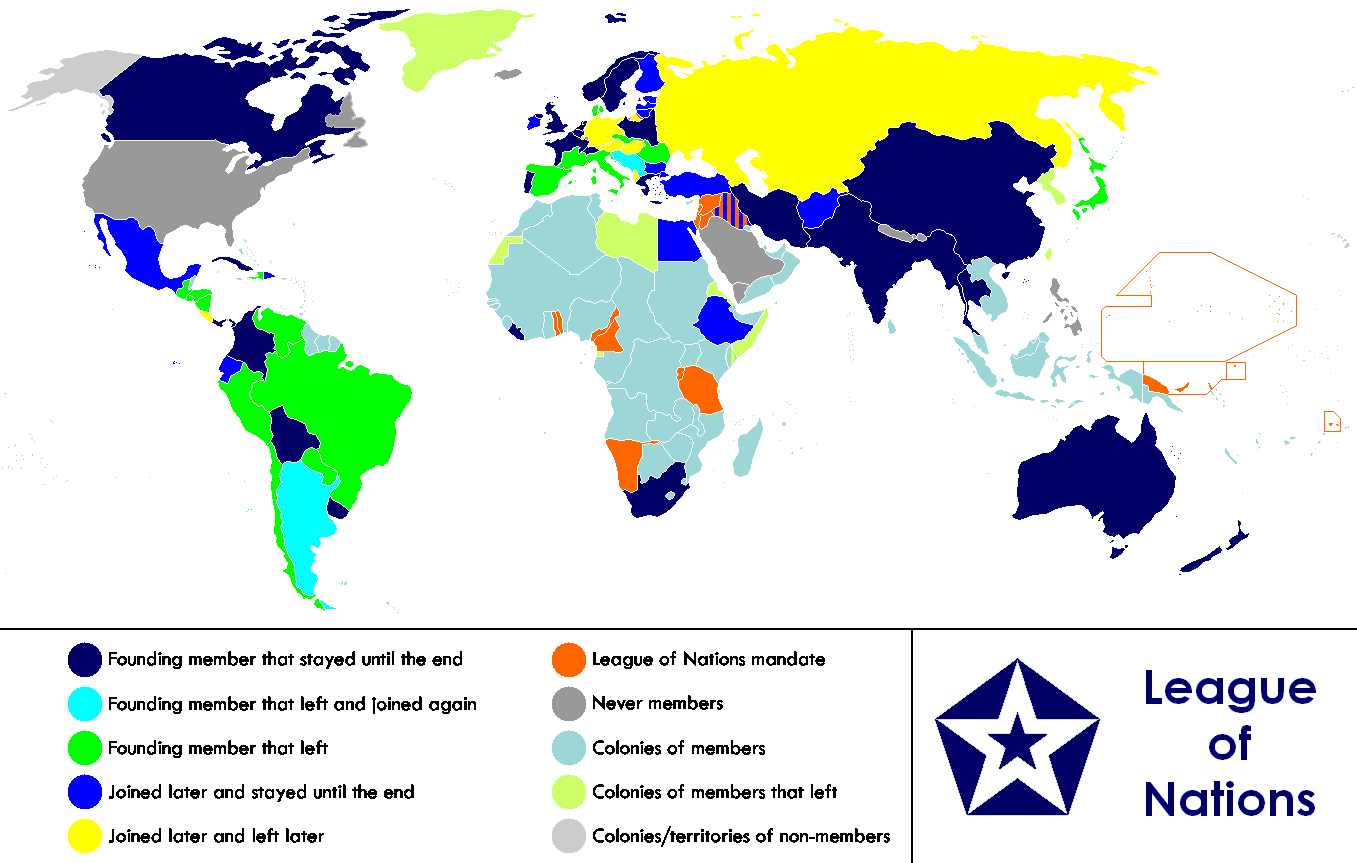
Mapa členů (1920–1945)

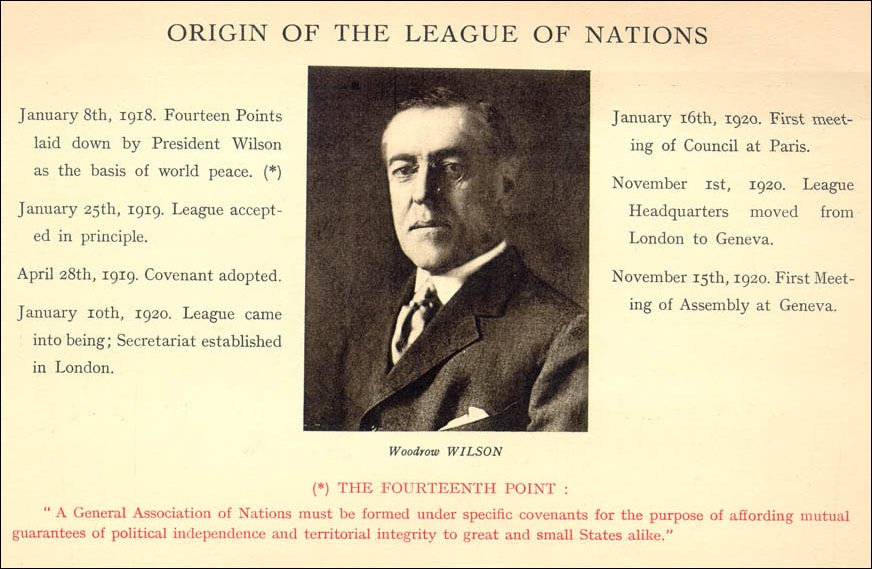
Jeden z otců organizace, Woodrow Wilson

Společnost národů (zkratka SN, anglicky League of Nations, francouzsky Société des Nations, ve starší české literatuře Svaz národů) byla v letech 1920–1946 mezinárodní organizace, první globální organizace s cílem udržení světového míru. Po druhé světové válce ji nahradila Organizace spojených národů (OSN).
Společnost národů byla založena v roce 1920 po skončení první světové války na základě výsledků pařížské mírové konference jako reakce na masakry vojáků v zákopové válce. K iniciátorům patřily vítězné mocnosti první světové války, ale Spojené státy americké se členem SN nestaly. Organizace měla předcházet válkám na principu kolektivní bezpečnosti, omezení zbrojení a řešení mezinárodních konfliktů pomocí jednání a arbitráží. Dále měla organizace řešit sociální a lidskoprávní otázky jako např. světové zdraví nebo národnostní menšiny.
Společnost národů ve svém základním cíli selhala, když nedokázala zabránit eskalaci konfliktů do nové, ještě ničivější světové války a byla proto nahrazena novou organizací založenou v roce 1945. Nastavila však nové způsoby přístupu k mezinárodním vztahům, odlišné od období 19. století. OSN převzala tento přístup a navazuje na činnost a instituce SN.

## Historie organizace

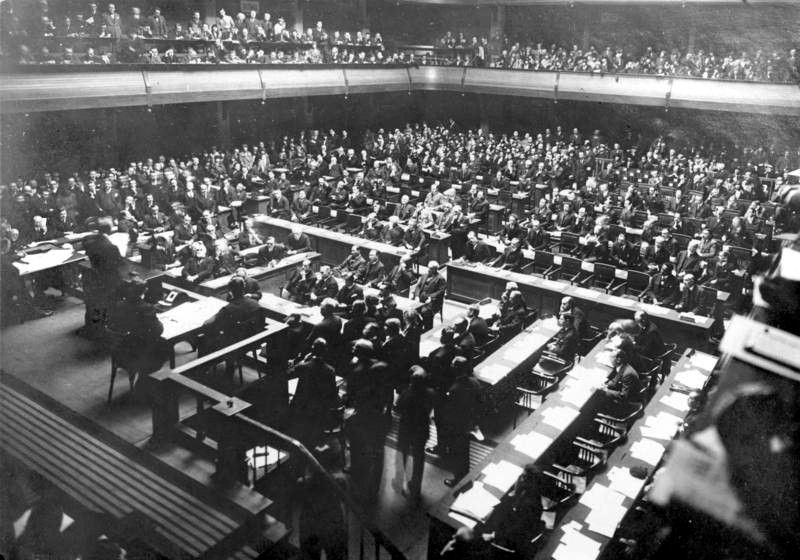
Zasedání v roce 1926

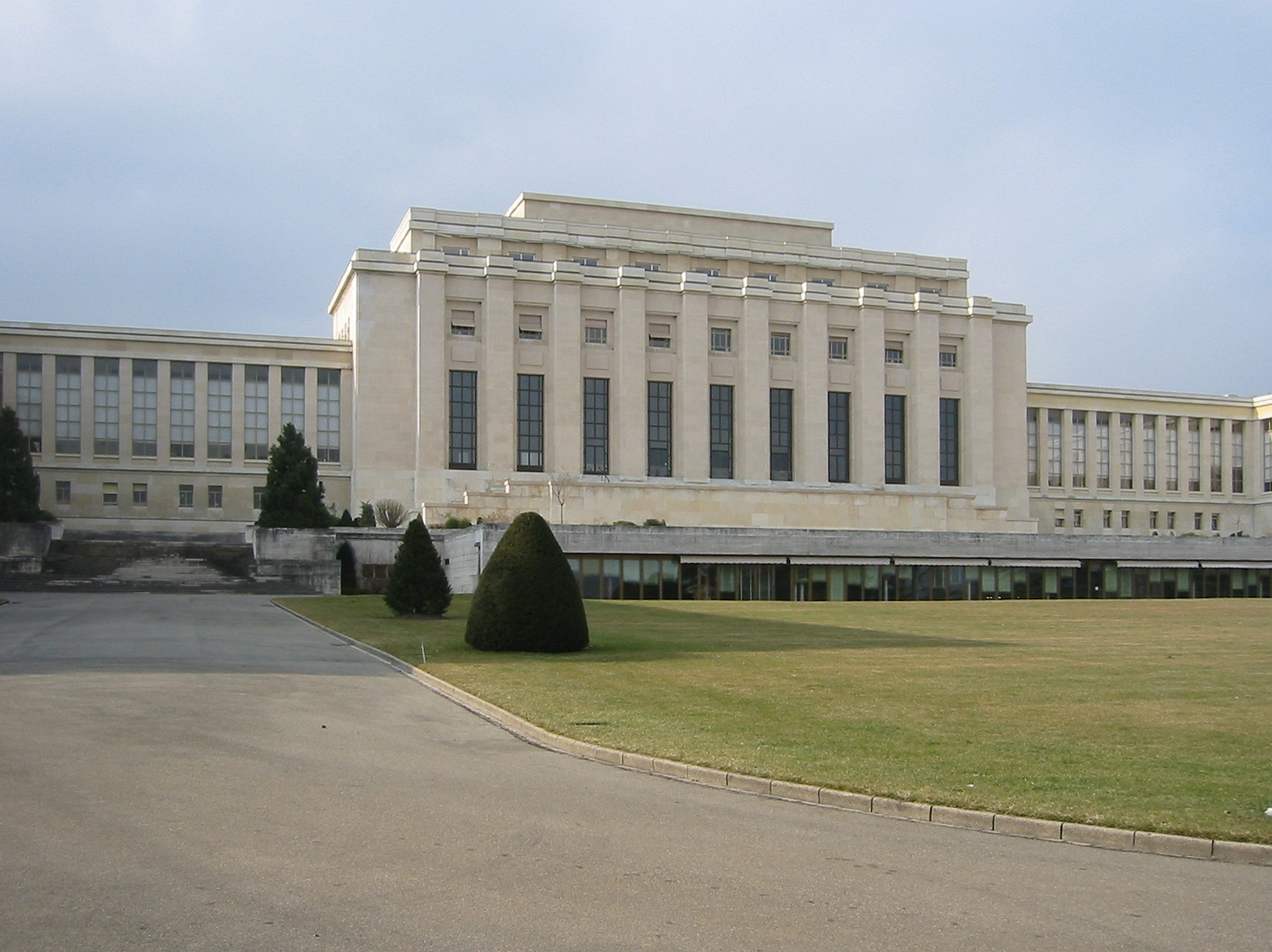
Palác národů v Ženevě, postaven jako sídlo Společnosti národů, dnes využíván Organizací spojených národů

28. června 1919 byla podepsána Versailleská mírová smlouva, čímž došlo k faktickému vytvoření Společnosti národů. Úkolem organizace byla poválečná demilitarizace, udržení světového míru, prevence před dalšími válečnými konflikty pomocí zásad kolektivní bezpečnosti a diplomatického vyjednávání. Těmito úkoly položila Společnost národů základ široké mezinárodní spolupráci.
Iniciátory a zakládajícími zeměmi Společnosti národů byly vítězné státy Dohody (např. Spojené království, Francie) a jejich spojenci (např. Československo), původními členy z roku 1919 tedy bylo 26 států, dále čtyři britská dominia a Britská Indie (v rámci Commonwealthu). Za sídlo Společnosti byla zvolena švýcarská Ženeva, mezinárodní smírčí soud byl ustanoven v nizozemském Haagu. Jedním z hlavních iniciátorů vzniku Společnosti byl americký prezident Woodrow Wilson.
V roce 1920 vešel v účinnost základní dokument organizace, Pakt Společnosti národů, kterým se členské země zavazovaly k dodržování pravidel mezinárodní spolupráce a bezpečnosti, respektování mezinárodního práva a dalších závazků učiněných v rámci Společnosti národů. Pakt Společnosti národů nebyl ratifikován Kongresem USA, Spojené státy se tak přes velký vliv jejich prezidenta na vznik společnosti nikdy členy nestaly. Celkový počet členských zemí se od 20. let značně měnil. Roku 1926 se členem stalo Německo (vystoupilo roku 1933), Sovětský svaz byl přijat roku 1934 (jako jediná členská země byl vyloučen roku 1939). Ze Společnosti národů v roce 1933 vystoupilo Japonsko a roku 1937 Itálie.

## Rozpory a zánik
Přes značný vliv Francie a Británie ve Společnosti národů nebyla organizace schopna důrazně prosadit své cíle, naprosto neefektivní byla její činnost proti agresivním krokům fašistické vlády v Itálii (okupace Habeše, dnešní Etiopie), nacistické v Německu (účast ve španělské občanské válce, anšlus Rakouska, uzavření Mnichovské dohody), militaristické v Japonsku (okupace Mandžuska, válka v Číně) i komunistické v Sovětském svazu (zimní válka, zábor Pobaltí). Menší členské státy postrádaly významnější vliv na chod a rozhodování organizace, což způsobovalo napětí mezi nimi na jedné straně a Británií a Francií na straně druhé. Společnost národů tak v souvislosti s počátkem druhé světové války v letech 1939 a 1940 ztratila faktický význam. Formálně byla Společnost národů rozpuštěna v dubnu 1946. Vítězné státy druhé světové války se rozhodly některé struktury Společnosti národů transformovat do nově vzniklé Organizace spojených národů, která na činnost Společnosti národů přímo navázala.

## Generální tajemník
Generální tajemník Společnosti národů byl hlavním správním úředníkem a reprezentantem Společnosti národů, stál v čele její organizační struktury, sídlil v Ženevě. Tento post byl zřízen na základě Paktu Společnosti národů. De facto nástupnickou funkcí se stal generální tajemník OSN, v porovnání s ním byla ale hlava Společnosti národů vybíráná především z řad představitelů členských mocností.
1. Eric Drummond (1876–1951), ze Spojeného království, ve funkci 1. srpna 1920 – 2. července 1933
2. Joseph Avenol (1879–1952), z Francie, ve funkci 3. července 1933 – 31. srpna 1940
3. Seán Lester (1888–1959), z Irska, ve funkci 31. srpna 1940 – 18. dubna 1946

Zřízena a ukotvena v Paktu byla i funkce náměstka generálního tajemníka Společnosti národů, čili zástupce hlavy organizace. Dva náměstci se později stali přímo generálními tajemníky. Pozici postupně obsadili: 
1920–1923 Jean Monnet (Francie), 1923–1933 Joseph Avenol (Francie), 1933–1936 Pablo de Azcárate (Španělsko), 1937–1940 Seán Lester (Irsko), Frank Walters (Spojené království). 

## Členské země

### Zakládající členové
| - Argentina - Austrálie - Belgie - Bolívie - Brazílie, vystoupila 1926 - Československo - Čínská republika - Dánsko - Francie - Guatemala, vystoupila 1936 - Haiti, vystoupilo 1942 - Honduras, vystoupil 1936 - Chile, vystoupilo 1938 - Indie | - Itálie, vystoupila 1937 - Japonsko, vystoupilo 1933 - Jihoafrická unie - Kanada - Kolumbie - Království SHS - Kuba - Libérie - Nizozemí - Nový Zéland - Nikaragua, vystoupila 1936 - Norsko - Panama - Paraguay, vystoupila 1935 | - Persie - Peru, vystoupilo 1939 - Polsko - Portugalsko - Rumunsko, vystoupilo 1940 - Řecko - Siam - Salvador, vystoupil 1937 - Spojené království - Španělsko, vystoupilo 1939 - Švédsko - Švýcarsko - Uruguay - Venezuela, vystoupila 1938 |

### Členské země přijaté později
| - Afghánistán, 1934 - Albánie, 1920, vystoupila 1939 - Bulharsko, 1920 - Dominikánská republika, 1924 - Egypt, 1937 - Ekvádor, 1934 - Estonsko, 1921 | - Etiopie, 1923 - Finsko, 1920 - Irák, 1932 - Irsko, 1923 - Kostarika, 1920, vystoupila 1925 - Litva, 1921 - Lotyšsko, 1921 | - Lucembursko, 1920 - Maďarsko, 1922, vystoupilo 1939 - Mexiko, 1931 - Německo, 1926, vystoupilo 1933 - Rakousko, 1920, vystoupilo 1938 - Sovětský svaz, 1934, vyloučen 1939 - Turecko, 1932 |

## Zajímavosti
Švýcarská poštovní správa pro potřeby ústředí organizace v Ženevě opatřila v letech 1922 až 1947 řadu emisí svých známek přetiskem ve znění SOCIÉTÉ DES NATIONS. Později byla znění přetisků měněna. Vydáno bylo 90 takto upravených známek. Do roku 1944 se známky pro sběratelské účely nesměly prodávat tzv. čisté, tedy neorazítkované.
Pro vyloučení Sovětského svazu hlasovalo pouze sedm zemí z patnáctičlenné nejvyšší Rady – Británie, Francie, Belgie, Dominikánská republika a tři země, kterým byl v předvečer zasedání účelově udělen status nestálých členů: Jihoafrická unie, Bolívie a Egypt.